# Horismenus lixivorus
Horismenus lixivorus är en stekelart som beskrevs av Crawford 1907. Horismenus lixivorus ingår i släktet Horismenus och familjen finglanssteklar. Inga underarter finns listade i Catalogue of Life.